# Torigni-sur-Vire
Pour les articles homonymes, voir Thorigny.
Torigny-sur-Vire redirige ici.
Torigni-sur-Vire est une ancienne commune française du département de la Manche et de la région Normandie, peuplée de 2 339 habitants. Elle est depuis le 1er janvier 2016 une commune déléguée au sein de la commune nouvelle de Torigny-les-Villes.
Elle est située à une dizaine de kilomètres au sud-est de Saint-Lô, elle est le siège de la communauté de communes et a été chef-lieu de canton jusqu'en 2015.

## Géographie

### Localisation
Torigni-sur-Vire est en Bocage normand, plus précisément en Pays saint-lois.
| Condé-sur-Vire (comm. déléguée) (comm. nouv. de Condé-sur-Vire)                                              | Saint-Amand (comm. nouv. de Saint-Amand-Villages) | Saint-Amand (comm. nouv. de Saint-Amand-Villages) |
| Condé-sur-Vire (comm. déléguée) (comm. nouv. de Condé-sur-Vire)                                              | Torigni-sur-Vire                                  | Saint-Amand (comm. nouv. de Saint-Amand-Villages) |
| Brectouville (par un angle, comm. nouv. de Torigny-les-Villes), Giéville (comm. nouv. de Torigny-les-Villes) | Giéville (comm. nouv. de Torigny-les-Villes)      | Saint-Amand (comm. nouv. de Saint-Amand-Villages) |

### Géologie et relief
Le point culminant (138 / 139 m) se situe au sud-ouest, en limite de commune, près du lieu-dit la Maladrerie. Le point le plus bas (53 m) correspond à la sortie du territoire des Nonains, à l'ouest.

### Hydrographie
Le territoire est entièrement dans le bassin de la Vire par un sous-affluent appelé ruisseau de Torigni ou les Nonains. Ce ruisseau et ses deux affluents alimentent dès leur entrée sur le territoire les étangs de Torigni, puis le ruisseau traverse l'agglomération avant de passer sur le territoire de Condé-sur-Vire où il rejoint le Hamel un kilomètre avant sa confluence avec le fleuve côtier.

### Climat
La pluviométrie annuelle avoisine les 950 mm.

### Paysages
L'atlas de paysages de la Basse-Normandie place principalement la commune dans l'unité de la vallée de la Vire aux « paysages variés mais déterminés par un encaissement
profond du cours d’eau », mais en limite ouest du Bocage en tableaux caractérisé par « une série de vallées parallèles sud-ouest/nord-est » aux « amples tableaux paysagers ». Ne couvrant que 301 hectares, le territoire communal est le moins étendu de son canton et est majoritairement couvert par l'agglomération. Celle-ci est à 13 km au sud-est de Saint-Lô et à 25 km au nord de Vire.

## Urbanisme

### Lieux-dits, hameaux et écarts
En dehors de la partie urbaine, les principaux lieux-dits — la plupart dans la partie sud du territoire — sont, de l'est à l'ouest, dans le sens horaire, la Passelaie, la Bigne (au sud), la Cavée, la Maladrerie, la Dannerie, la Goulerie, le Champ (à l'ouest) et la Planquerie.

### Voies de communication et transports
La ville est au croisement de l'ancienne route nationale 174, déclassée en route départementale 974, et de la départementale 40. Celle-ci permet de rejoindre Caumont-l'Éventé et Caen à l'est et Tessy-sur-Vire à l'ouest. La D 974 rejoint l'autoroute A84 à Guilberville au sud et permet de continuer vers Vire. Au nord, elle rejoint Saint-Lô qui est également accessible par la nouvelle N 174 à quatre voies (de Guilberville à Carentan) qui offre une entrée proche sur le territoire de Condé-sur-Vire. Depuis la fermeture aux voyageurs de la gare ferroviaire de Torigni et de la ligne Saint-Lô - Vire en 1938, la gare la plus proche est celle de Saint-Lô. L'aéroport de Caen-Carpiquet est à 42 km.

## Toponymie
Le nom de la localité est attesté sous les formes Torineo en 1159, Torignie vers 1175, Thorigni en 1252. Sous l'ancien régime, les graphies Thorigny et Torigny étaient communes, mais à partir de 1810, apparaît Torigni qui va se généraliser dès 1829. Le déterminant complémentaire -sur-Vire est ajouté en 1849, bien que la ville se situe à plusieurs kilomètres de la rivière à laquelle il fait référence.
Certains érudits du passé expliquaient l'origine du toponyme Torigni sur le mode de l'étymologie populaire par le latin turris ignis « tours de feu ». C'est ainsi qu'a été créé le blason de la ville. Ce genre d'étymologie encore reprise de nos jours (monographies, bulletins paroissiaux, hebdomadaires, quotidiens, sites internet) n'est pas basée sur l'étude phonétique des formes anciennes, ni sur celle des homonymes et n'a donc pas de fondement scientifique.
Comme le montrent les formes anciennes, Torigni appartient à toute la série des Thorigny (ex: Thorigny-sur-Marne, Tauriniaco vers 700, Thoriniaco vers 1180, Toriniacum XIIe siècle, Thoregny en 1274, Toregni en 1283, Thorigny lez Laigny sur Marne en 1488, Thorigny en France en 1549), Thorigné (ex: Thorigné-d'Anjou, Tauriniacum en 996 - 1010), Thorignat, à savoir à un type toponymique gallo-roman *Tauriniacu, composé du suffixe -(i)acum signifiant « lieu, propriété de » (gaulois -acon, du celtique commun *-āko(n) ), précédé d'un nom d'homme gallo-roman Taurinus, anthroponyme qui eut une grande diffusion en Gaule. Ce nom de personne est, entre autres, illustré par saint Taurin, évêque d'Évreux aux IVe – Ve siècles.
Il dérive du latin taurus « taureau » (le mot celtique - gaulois - équivalent est taruos, taureau), cependant le suffixe -in- est commun en celtique. La forme féminine Taurina est attestée dans des inscriptions en langue gauloise à côté de termes celtiques (exemple : le peson de fuseau d'Autun, où l'on trouve : TAVRINA|VIMPI « belle génisse » : latin taur- + suffixe diminutif celtique -īno, gaulois vimpi « beau, belle », cf. gallois gwymp « joli »). L'utilisation de noms de personnes latins ou latinisés correspond à un processus de romanisation également bien attesté dans l'épigraphie, où les mêmes personnages ou des personnages de la même famille mêlent à la fois des anthroponymes latins à d'autres bien gaulois.
Les formes plus récentes Thorigny ou encore Torigny sont conformes à l'usage qui veut que le [i] final d'un nom propre français soit graphié -y (sauf Henri) depuis la fin du Moyen Âge. La généralisation de la graphie Torigni date du XIXe siècle et représente un retour à celle utilisée initialement à l'époque médiévale, ce qui est exceptionnel pour les noms en -(i)acum, sauf dans l'Orne. Le déterminant complémentaire -sur-Vire a été ajouté en 1849, sans que la Vire coule sur son territoire.
Le gentilé est Torignais.

## Histoire

### Moyen Âge
Torigni formait une baronnie qui existait dès les premiers temps des ducs normands. Parmi ses seigneurs on relève Hamon le Hardi qui participa en 1066 la conquête normande de l'Angleterre, Robert de Gloucester, Jean de Vienne († 1351) dont Torigny lui fut donné par Philippe le Bel, Hervé de Mauny, cousin de Du Guesclin.
Dans la première moitié du XIe siècle la paroisse a pour seigneur Hamon aux dents, l'un des barons normands révoltés contre le jeune duc de Normandie, Guillaume le Bâtard, qu'il affrontera en 1047 à la bataille de Val-ès-Dunes, et où il trouvera la mort.
Mabel FitzRobert de Gloucester, fille de Robert FitzHamon apportera à la suite de son mariage en 1121 ou 1122, la baronnie de Torigni, ainsi que celle de Creully, à son époux Robert de Gloucester.
La ville est pillée par les Anglais le 23 juillet 1346 lors de la chevauchée d'Édouard III, et sera aux mains des Anglais, dans le cadre de la guerre de cent Ans et l'occupation de la Normandie par ces derniers, de 1418 à 1450.

### Temps modernes
La ville fut ensuite constamment le fief de la famille de Matignon dont il demeure l'aile sud du château du XVIe siècle. Le 25 février 1670, François de Matignon, dans un aveu est titré de comte de Thorigny et de Montmartin, seigneur et baron de Saint-Lô, conseiller du roi en ses conseils, chevalier de ses ordres, capitaine de 100 hommes d'armes de ses ordonnances, gouverneur des villes, châteaux et citadelle de Cherbourg, Granville et Saint-Lô, lieutenant général de ses armées et au gouvernement de Normandie.

### Époque contemporaine

#### Seconde Guerre mondiale
Bombardée le 12 juin 1944, la commune est libérée le 31 juillet par le 35e régiment d'infanterie américain. À la suite de ces bombardements, le château a entièrement brûlé.

#### XXIesiècle
Le 1er janvier 2016, Torigni-sur-Vire intègre avec trois autres communes la commune de Torigny-les-Villes créée sous le régime juridique des communes nouvelles instauré par la loi no 2010-1563 du 16 décembre 2010 de réforme des collectivités territoriales. Les communes de Brectouville, Torigni-sur-Vire, Guilberville et Giéville deviennent des communes déléguées et Torigni-sur-Vire est le chef-lieu de la commune nouvelle.

## Politique et administration

### Tendances politiques et résultats
Candidats ou listes ayant obtenu plus 5 % des suffrages exprimés lors des dernières élections politiquement significatives :
- Européennes 2014[19] (39.79 % de votants) : FN (Marine Le Pen) 25,39 %, UDI - MoDem (Dominique Riquet) 23,50 %, UMP (Jérôme Lavrilleux) 22,40 %, PS-PRG (Gilles Pargneaux) 10,57 %, EÉLV (Karima Delli) 5,05 %.
- Législatives 2012[20] :
  - 1er tour (58,37 % de votants) : Philippe Gosselin (UMP) 46,22 %, Christine Le Coz (PS) 34,25 %, Denis Féret (FN) 8,79 %.
  - 2e tour (56,67 % de votants) : Philippe Gosselin (UMP) 54,97 %, Christine Le Coz (PS) 45,03 %.
- Présidentielle 2012[21] :
  - 1er tour (80,76 % de votants) : Nicolas Sarkozy (UMP) 33,71 %, François Hollande (PS) 25,50 %, Marine Le Pen (FN) 17,97 %, François Bayrou (MoDem) 9,17 %, Jean-Luc Mélenchon (FG) 8,20 %.
  - 2e tour (79,65 % de votants) : Nicolas Sarkozy (UMP) 53,49 %, François Hollande (PS) 46,51 %.
- Européennes 2009[22] (39.19 % de votants) : Majorité présidentielle (Dominique Riquet) 34,65 %, PS (Gilles Pargneaux) 14,65 %, Centre-MoDem (Corinne Lepage) 10,71 %, LV (Hélène Flautre) 10,24 %, Ext-G (Christine Poupin) 22,40 %, Ext-D (Carl Lang) 5,51 %, FN (Marine Le Pen) 5,35 %.

### Administration municipale
| Période                                                                                        | Période          | Identité                             | Étiquette   | Qualité                                        |
| ---------------------------------------------------------------------------------------------- | ---------------- | ------------------------------------ | ----------- | ---------------------------------------------- |
| 1790                                                                                           |                  | Jacques Cauchard-Chambert            |             |                                                |
|                                                                                                | 1796             | Guillaume Pinel                      |             |                                                |
| 1797                                                                                           | 1798             | Youf                                 |             |                                                |
| 1799                                                                                           | 1815             | Jacques Cauchard-Chambert            |             |                                                |
| 1815                                                                                           | 1830             | Jacques Le Chartier de la Varignière |             | Militaire                                      |
| 1830                                                                                           | 1836             | Olivier Le Foulon                    |             |                                                |
| 1837                                                                                           | 1840             | Amédée Duval-Duperron                |             |                                                |
| 1840                                                                                           | 1849             | Léonor-Joseph Havin                  |             | Journaliste Conseiller général, député, préfet |
| 1852                                                                                           | 1856             | Jacques Potier-Glatigny              |             |                                                |
| 1857                                                                                           | 1860             | Sinésius Prée                        |             |                                                |
| 1860                                                                                           | 1870             | Auguste Lemelletier                  |             |                                                |
| 1871                                                                                           | 1875             | Sinésius Prée                        |             |                                                |
| 1875                                                                                           | 1887             | Victor Hédouin                       |             |                                                |
| 1887                                                                                           | 1888             | Aimé Dufour                          |             |                                                |
| 1888                                                                                           | 1890             | Jules Pommier                        |             | Médecin                                        |
| 1890                                                                                           | 1902             | Aimé Dufour                          |             |                                                |
| 1902                                                                                           | 1908             | Jules Pommier                        |             |                                                |
| 1908                                                                                           | 1918             | Leboucher                            |             |                                                |
| 1918                                                                                           | 1922             | Loisel                               |             |                                                |
| 1922                                                                                           | 1925             | Alphonse Duval                       |             |                                                |
| 1925                                                                                           | 1935             | Eugène Jouenne                       |             |                                                |
| 1935                                                                                           | 1945             | Paul Bucaille                        |             | Médecin Conseiller général                     |
| 1947                                                                                           | 1960             | Émile Daudon                         |             | Directeur de la laiterie Paillaud              |
| 1960                                                                                           | 1977             | Gustave Le Breton                    |             |                                                |
| 1977                                                                                           | 1994             | Pierre Dupont                        |             |                                                |
| septembre 1994                                                                                 | 31 décembre 2015 | Anne-Marie Cousin                    | UDF puis NC | Enseignante                                    |
| Une partie des données est issue d'une liste établie par Jean Pouëssel et le Dr Paul Bucaille. |                  |                                      |             |                                                |

Le conseil municipal était composé de dix-neuf membres dont le maire et cinq adjoints. Ces conseillers intègrent au complet le conseil municipal de Torigny-les-Villes le 1er janvier 2016 jusqu'en 2020 et Anne-Marie Cousin devient maire délégué.
| Période      | Période  | Identité          | Étiquette | Qualité                                 |
| ------------ | -------- | ----------------- | --------- | --------------------------------------- |
| janvier 2016 | mai 2020 | Anne-Marie Cousin | NC        | Enseignante Maire de Torigny-les-Villes |
| mai 2020     | En cours | Claude Gallier    | SE        | Retraité                                |

### Jumelages
- Shipston-on-Stour (Royaume-Uni) depuis 1985.

## Équipements et services publics

### Enseignement
Le collège public Albert-Camus accueille environ 420 élèves.

## Population et société

### Démographie
En 2021, la commune comptait 2 339 habitants. Depuis 2004, les enquêtes de recensement dans les communes de moins de 10 000 habitants ont lieu tous les cinq ans (en 2007, 2012, 2017, etc. pour Torigni-sur-Vire) et les chiffres de population municipale légale des autres années sont des estimations.
| 1793  | 1800  | 1806  | 1821  | 1831  | 1836  | 1841  | 1846  | 1851  |
| ----- | ----- | ----- | ----- | ----- | ----- | ----- | ----- | ----- |
| 2 290 | 2 227 | 2 226 | 2 133 | 2 184 | 2 311 | 2 186 | 2 175 | 2 206 |

| 1856  | 1861  | 1866  | 1872  | 1876  | 1881  | 1886  | 1891  | 1896  |
| ----- | ----- | ----- | ----- | ----- | ----- | ----- | ----- | ----- |
| 2 098 | 2 082 | 2 116 | 2 008 | 2 021 | 1 998 | 2 013 | 2 020 | 1 992 |

| 1901  | 1906  | 1911  | 1921  | 1926  | 1931  | 1936  | 1946  | 1954  |
| ----- | ----- | ----- | ----- | ----- | ----- | ----- | ----- | ----- |
| 1 931 | 2 029 | 1 964 | 1 764 | 1 847 | 1 855 | 1 852 | 1 755 | 1 900 |

| 1962  | 1968  | 1975  | 1982  | 1990  | 1999  | 2007  | 2011  | 2016  |
| ----- | ----- | ----- | ----- | ----- | ----- | ----- | ----- | ----- |
| 2 100 | 2 557 | 2 796 | 2 905 | 2 659 | 2 578 | 2 422 | 2 362 | 2 306 |

| 2019  | - | - | - | - | - | - | - | - |
| ----- | - | - | - | - | - | - | - | - |
| 2 325 | - | - | - | - | - | - | - | - |

### Sports et loisirs
Le Football club des Étangs fait évoluer deux équipes de football en ligue de Normandie et deux autres en divisions de district.
L'Étoile sportive Torigni handball possède une équipe masculine en Honneur régional dans la Ligue de Normandie, et une féminine en Excellence départementale. Le club dispose également de deux équipes B.
L'Étoile sportive torignaise tennis de table a son école de tennis de table grâce à l'emploi d'un entraîneur-animateur diplômé d'État dans ce sport depuis 1999. Deux équipes évoluent en championnat régional (saison 2011-2012), Régionale 4 pour l'équipe masculine et Régionale 1 pour l'équipe féminine, ce qui est le plus haut niveau régional. En championnat départemental, de la D4 à la D1, tous les niveaux sont représentés en senior. Les enfants sont eux aussi régulièrement présents sur les podiums départementaux et régionaux aux compétitions individuelles.

## Économie
La commune de Torigni-sur-Vire est labellisée Village étape depuis 2004[réf. nécessaire].

## Culture locale et patrimoine

### Lieux et monuments
- Château des Matignon des XVIe, XVIIe – XXe siècles, classé au titre des monuments historiques par liste de 1840[39]. Possession de la famille de Matignon, l'édifice, acheté par la ville en 1817, et siège de l'hôtel de ville depuis 1820, fut très endommagé à la Révolution et a brulé en 1944 ; le bâtiment ne conservant qu'une toile qui était alors en rénovation[réf. nécessaire]. Restauré par la municipalité après la guerre, le château construit en pierres rouges et blanches, abrite dans la chapelle privée le musée Arthur-Le-Duc.
- Mur Grimaldi, de 300 mètres de long pour une hauteur de douze[40] (ou quinze)[41] mètres, construit au XVIIIe siècle pour, selon ce qui ne serait qu'une légende, abriter Louise-Hippolyte de Grimaldi, l'épouse de Jacques IV de Matignon, des vents du Nord durant ses promenades hivernales le long de Grand étang. Ce serait plus simplement la partie restante d'un mur d’enceinte du vaste domaine du château, faisant autrefois plus de 17 kilomètres.
- Cour aux Canons. Elle a été réhabilitée en 2004. Une passerelle, à la place de l'ancien pont-levis, la relie à la cour d'honneur du château.
- Abbaye Notre-Dame, entièrement détruite à la Révolution française.
- Château de la Varignière du XIXe siècle.
- Marbre de Thorigny. Ce socle de statue en grès datée de 238 av. J.-C., découverte à Vieux en 1580, doit son nom à Jacques de Matignon qui le transporta à Torigni. L'original est aujourd'hui conservé au musée de Saint-Lô[30].
- Étangs, promenade des Tilleuls.
- Église Notre-Dame-du-Grand-Vivier des XIIe, XVIIIe – XIXe siècles. Elle a conservé des parties romanes, dont des arcatures disposées de chaque côté de la tour-porche en façade de la nef. La chaire à prêcher et des lambris sont classés au titre objet aux monuments historiques[42]. L'édifice conserve également des bas-reliefs romans du XIIe siècle.

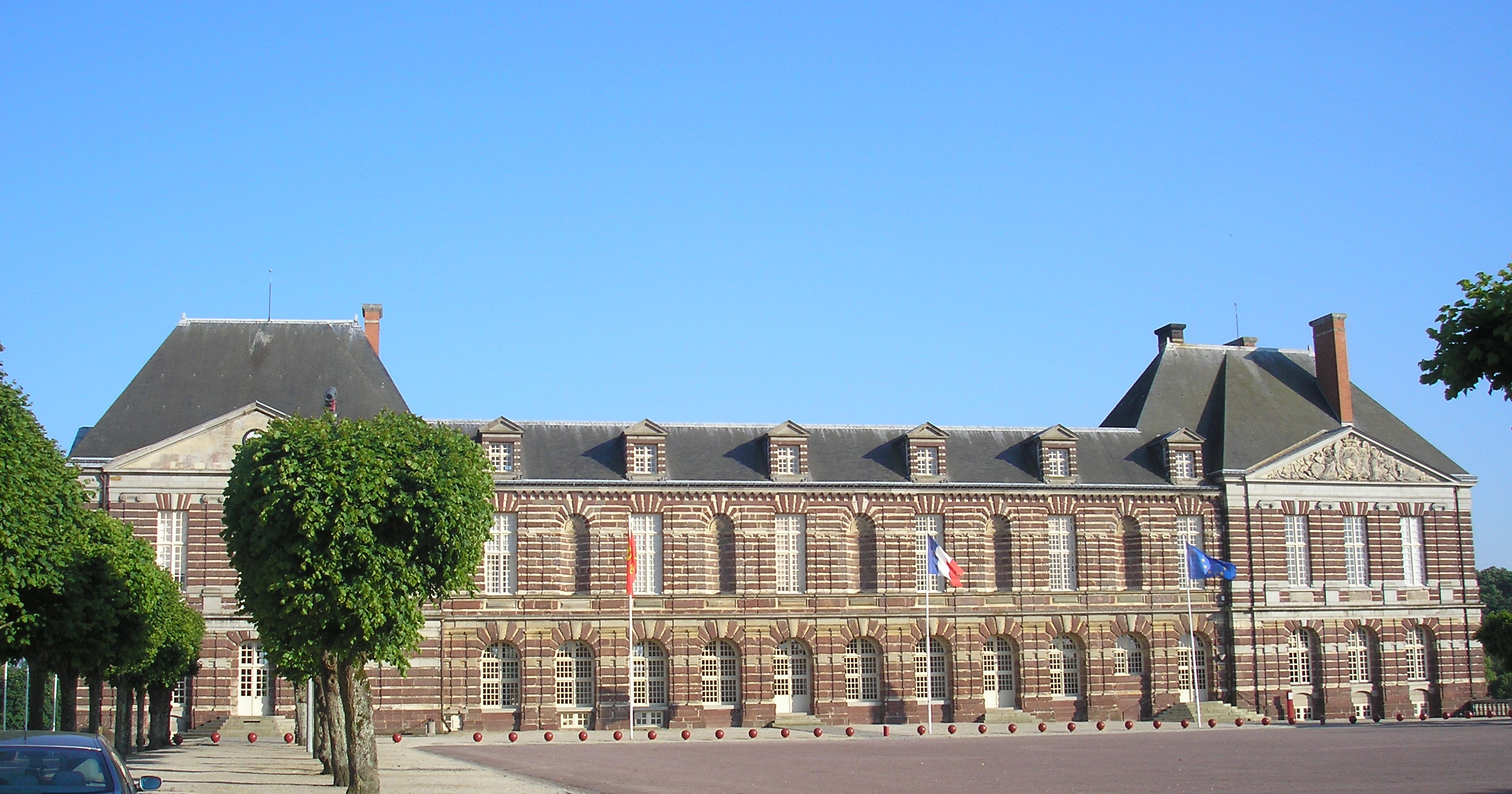
Le château des Matignon, devenu hôtel de ville.
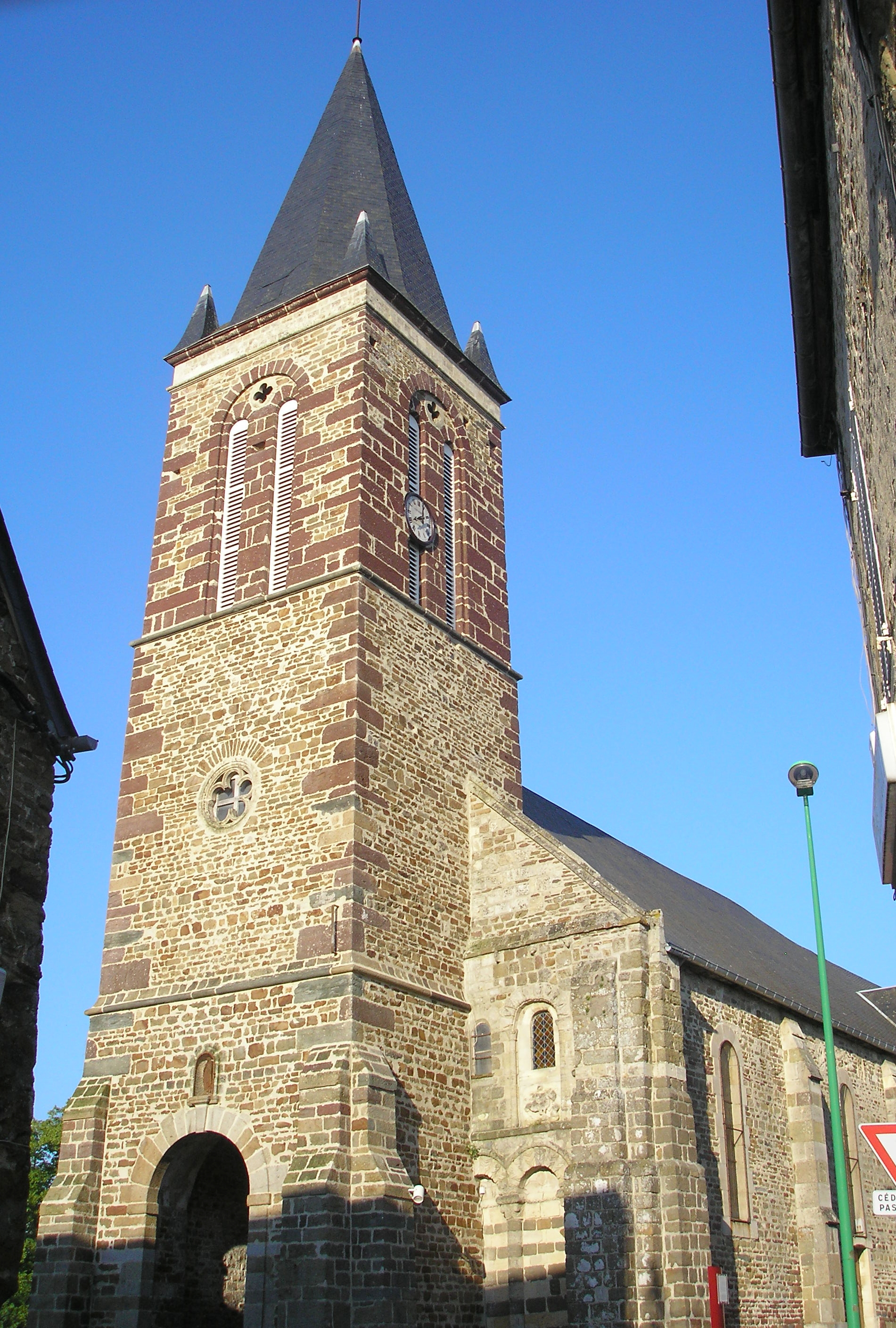
L'église Notre-Dame-du-Grand-Vivier.
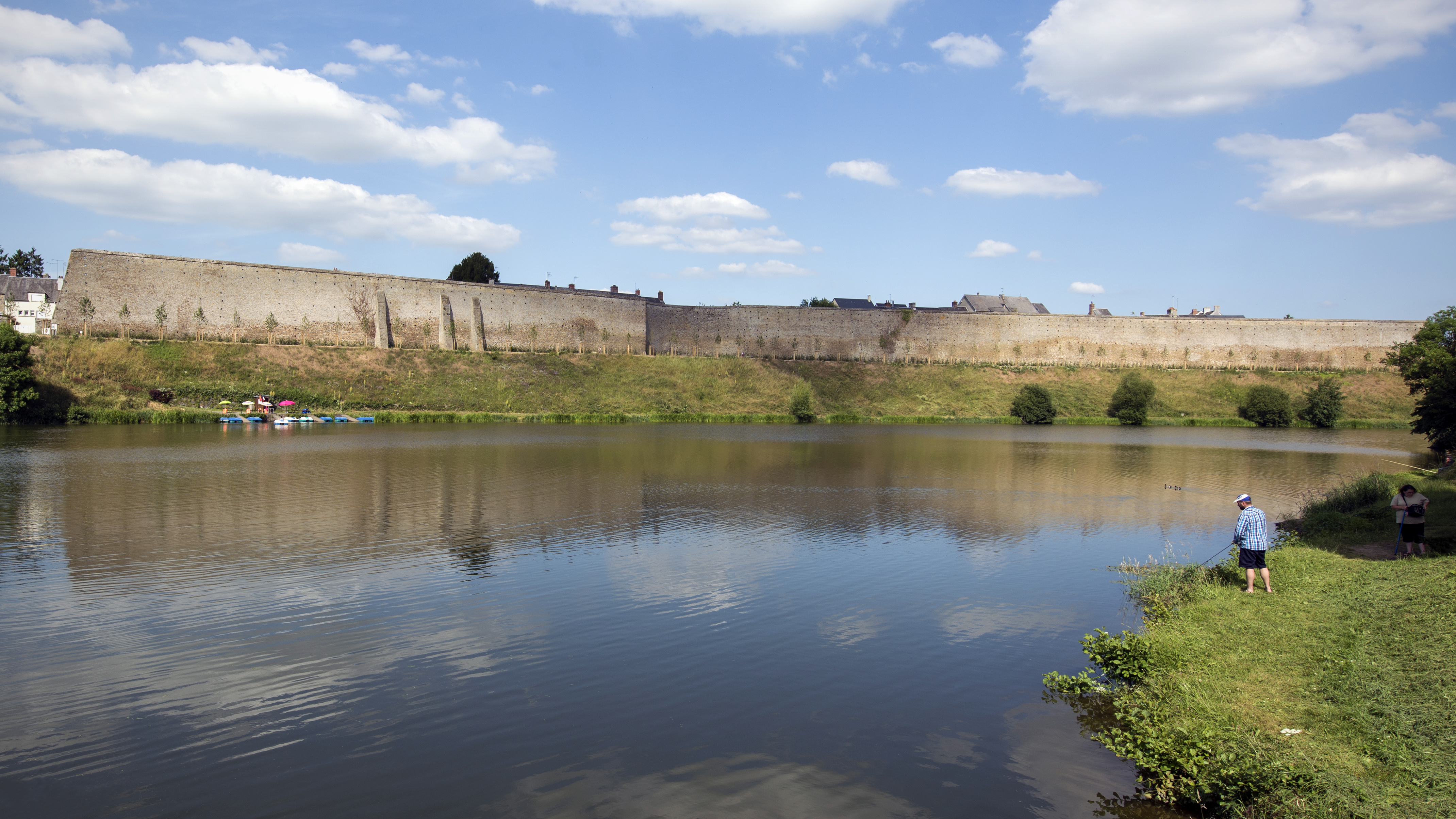
Le « mur Grimaldi ».
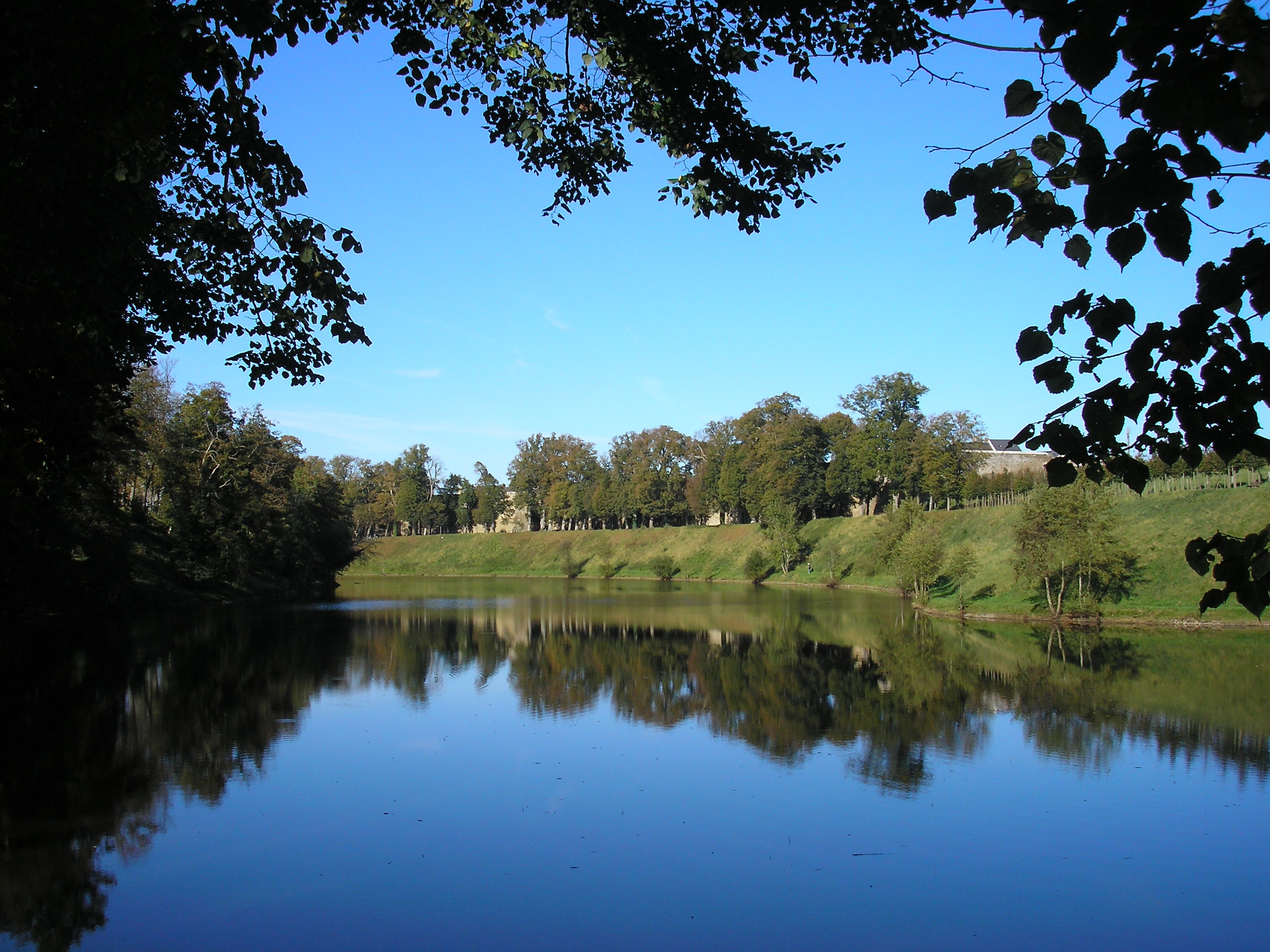
L'étang.
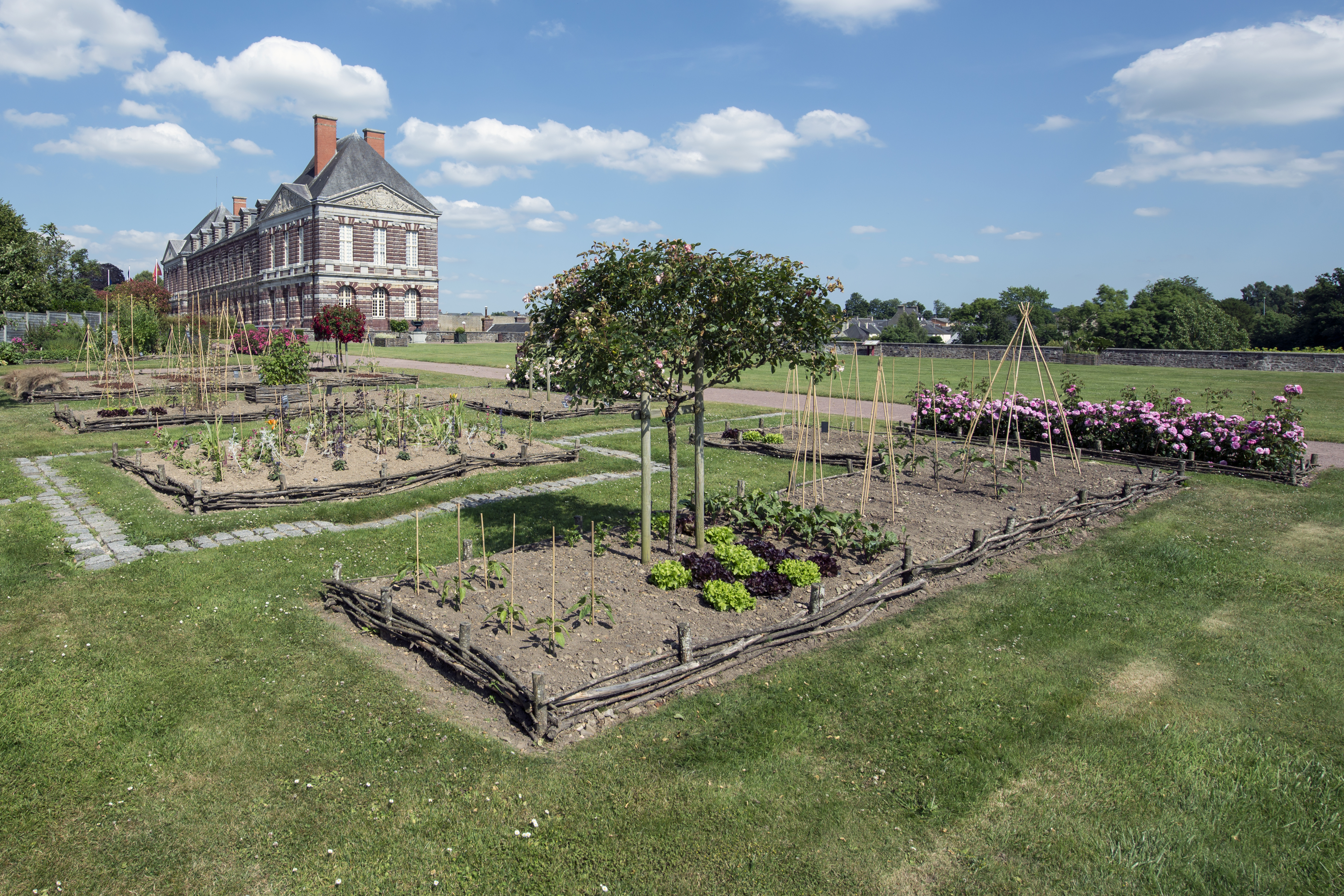
La cour aux Canons.

#### Église Saint-Laurent
L'église Saint-Laurent des XIIIe, XVIIe – XIXe siècles, en tant qu'ancienne chapelle du château, dite des Mausolées, et son histoire sont liées aux seigneurs de Torigny. En 1033, Saint-Laurent existe sous la dénomination de chapelle baptismale. À cette époque, Robert le Magnifique, père de Guillaume le Conquérant, la donne en patronage avec l'église de Saint-Amand aux religieux de l'abbaye de Cerisy-la-Forêt, fondée en 1032 par lui-même. Au XIIe siècle, une nef est ajoutée. En 1400, quand Hervé de Mauny, baron de Torigny, construit une chapelle avec caveau sépulcral adossé à l'église, le patronage de Saint-Laurent subsiste. Il est supprimé en 1575 par le maréchal Jacques II de Matignon, devenu seigneur de Cerisy, par échange des patronages de Saint-Amand et de Saint-Laurent contre celui de Brectouville. En 1601, sa femme, Françoise de Daillon du Lude, transforme cette première chapelle appelée Saint-Pierre ou du Château. Elle fait aussi reconstruire la voûte du chœur de l'église et édifier la chapelle Notre Dame ou des Mausolées. Ces travaux s'inscrivent dans ceux plus vastes, de construction du château et de ses dépendances, dont le pavillon de garde est proche de l'église. En 1793, les sépultures de la famille de Matignon sont profanées. Les monuments funéraires sont en majorité brisés et les fragments dispersés. Au XIXe siècle, l'église Saint-Laurent fait l'objet d'une campagne de rénovation. En 1893, les deux chapelles sont démolies puis reconstruites : elles portent aujourd'hui le nom de chapelle du Sacré-Cœur et de chapelle de la Sainte-Vierge. Les voûtes sont restaurées, une nouvelle sacristie y est installée. Paradoxalement, c'est à cette époque que l'église Saint-Laurent perd son clocher. La verrière de Mauméjean date du XXe siècle.

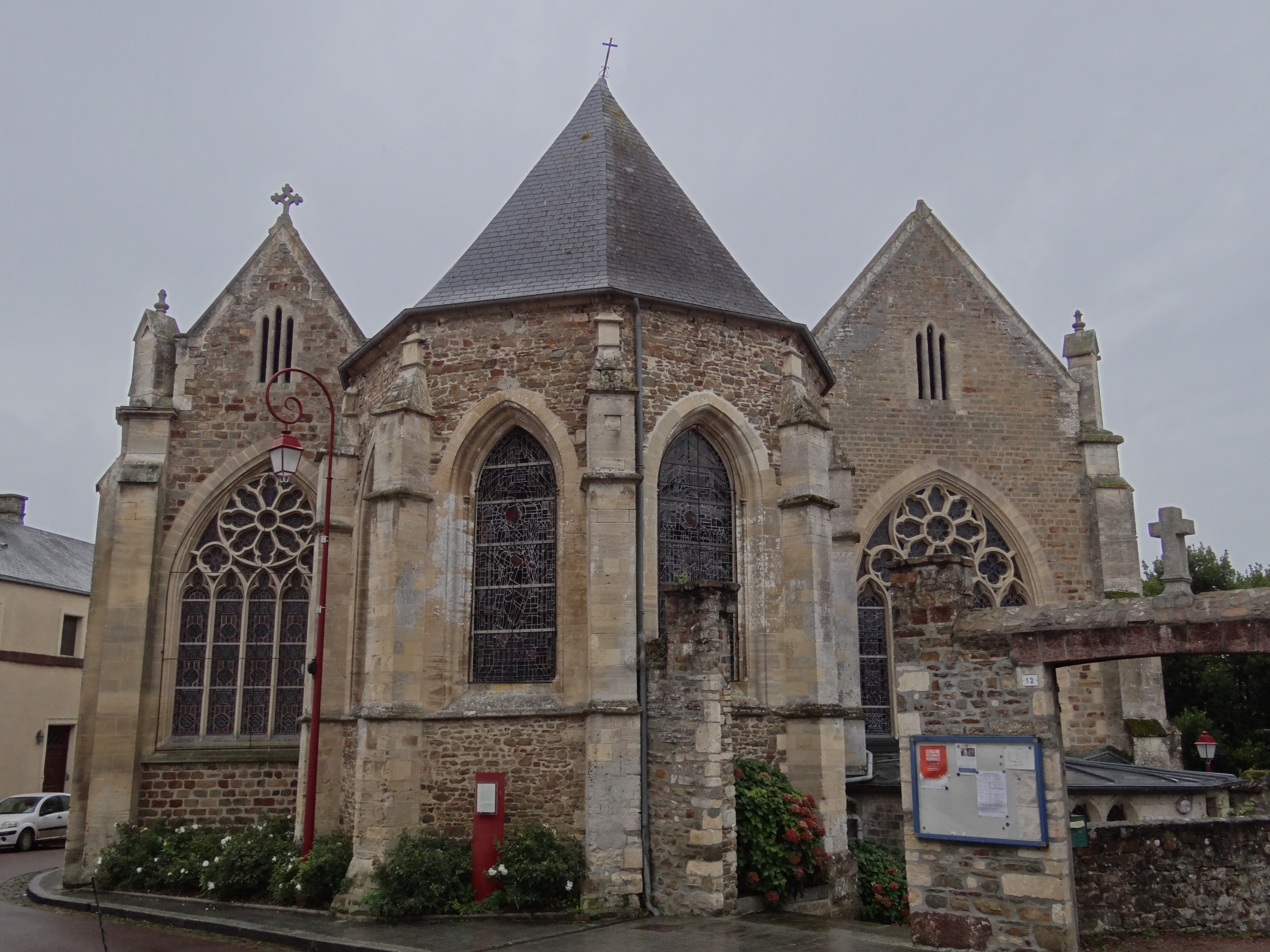
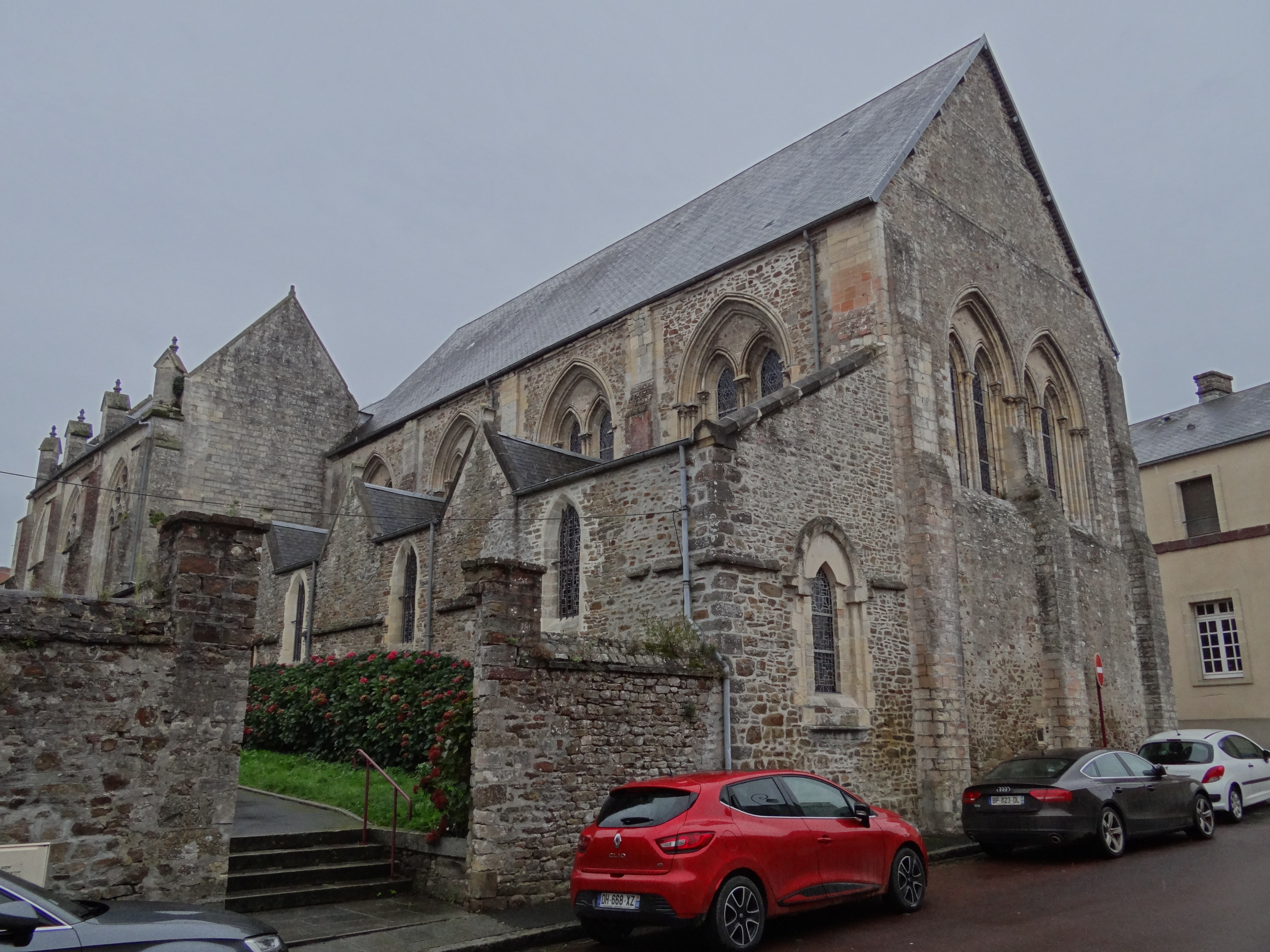
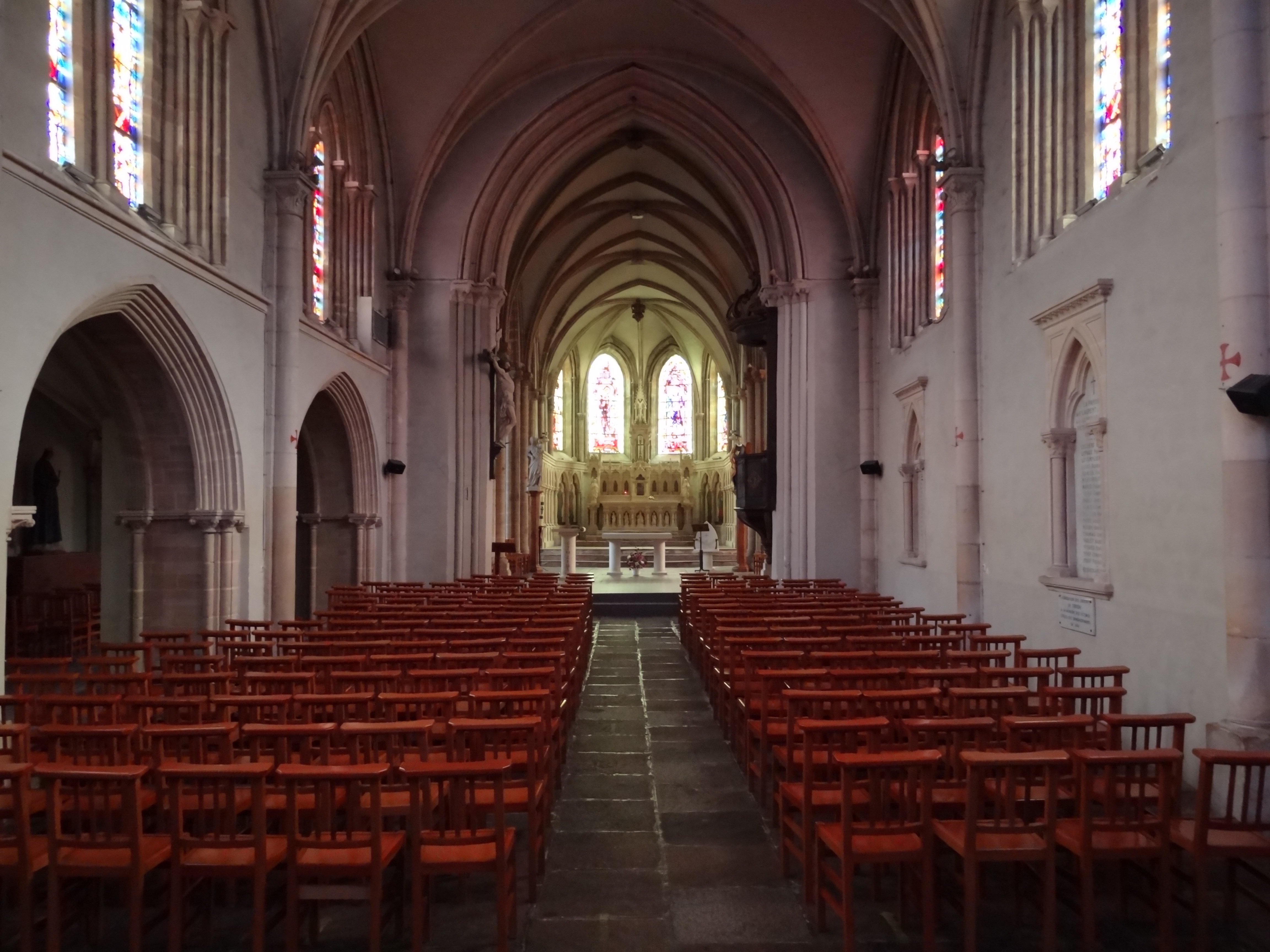
Nef de l'église Saint-Laurent.
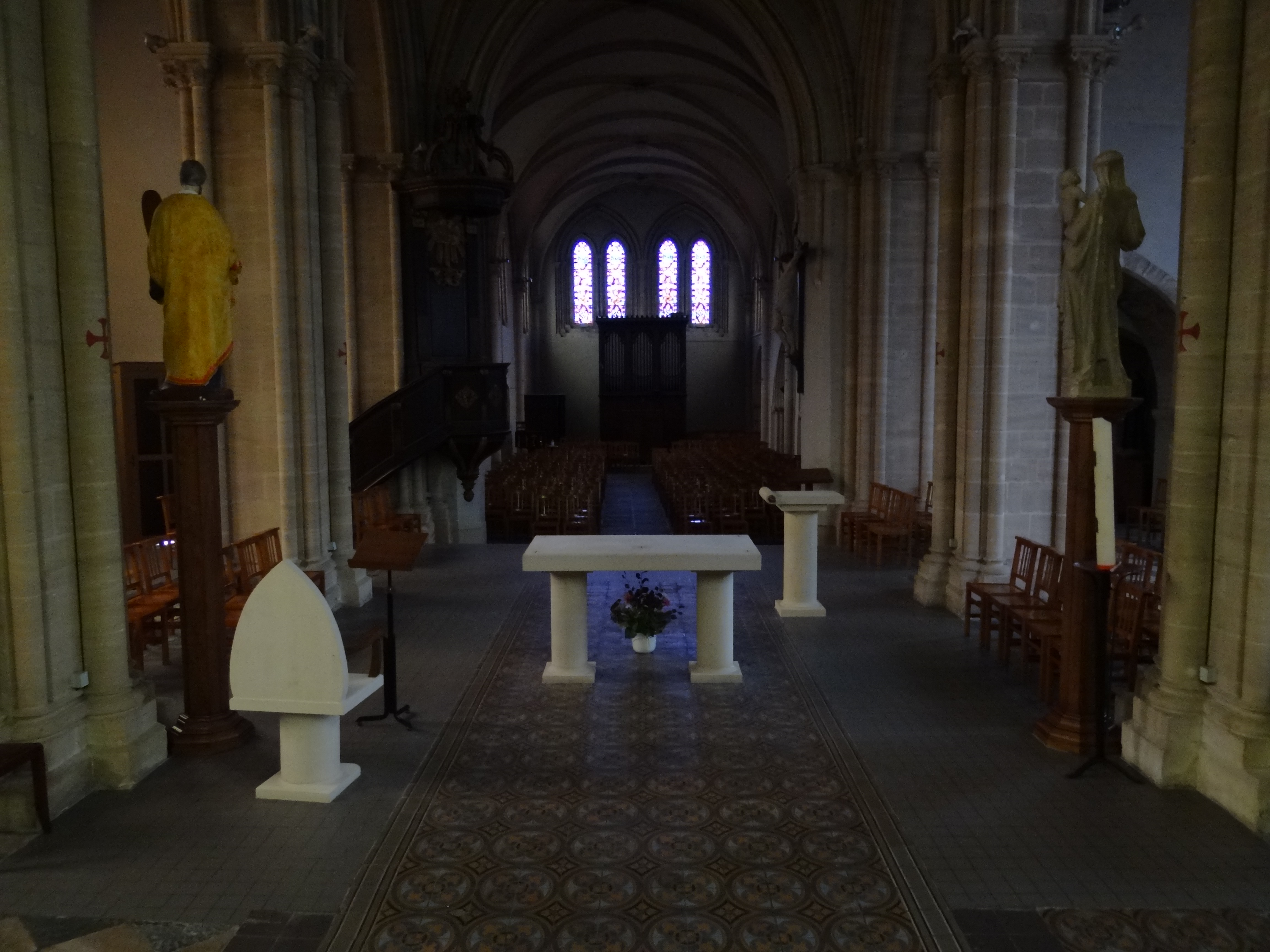
Nef de l'église Saint-Laurent.

L'orgue
L'église Saint-Laurent possède un modeste orgue posé au fond de la nef. Il est offert à la paroisse en 1888 par la famille Lemonnier et par quelques paroissiens. L'instrument possède huit jeux réels repartis sur deux claviers de 56 notes et 448 tuyaux. Il comporte également un pédalier de trente notes.

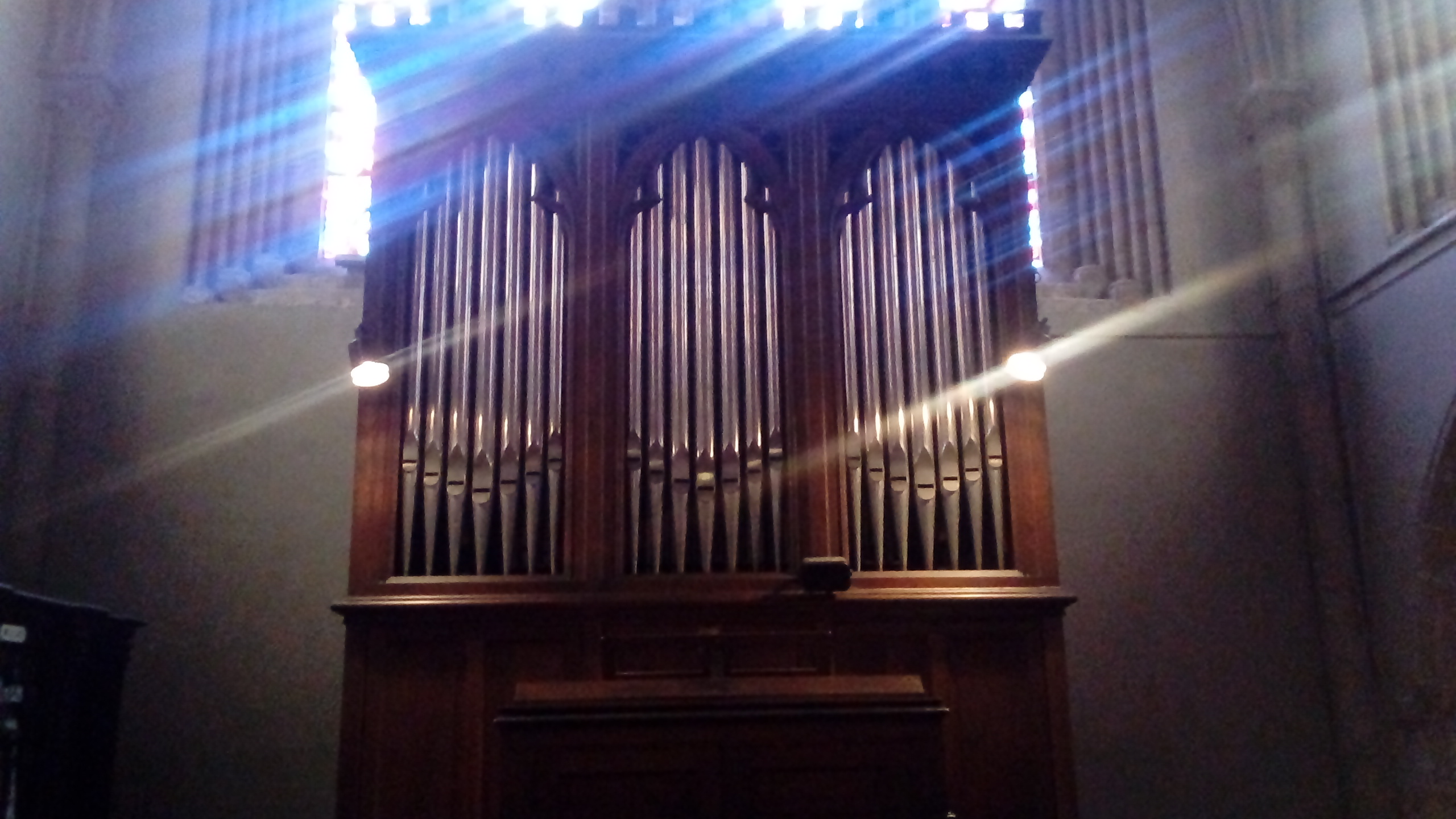
L'orgue posé au fond de la nef.
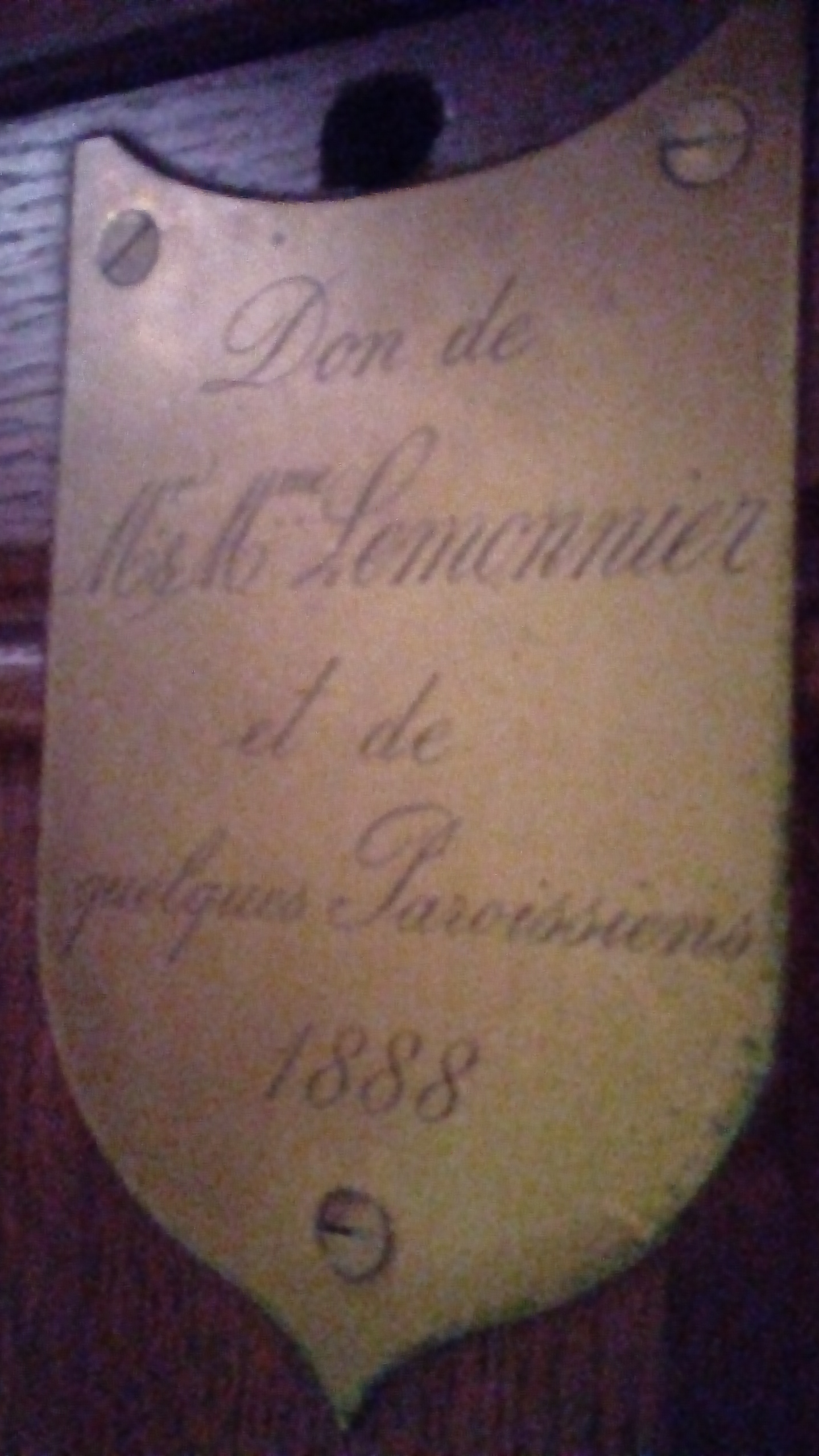
La plaque indiquant le don de l'orgue par la famille Lemonnier.

| I. Grand Orgue (Do2-Sol5)     | II. Récit expressif (Do1-Sol5) | Pédale (Do1-Fa3) |
| ----------------------------- | ------------------------------ | ---------------- |
| Bourdon 16' basse (Do1-Si1)   | Flûte Harmonique 8'            | Tirasses         |
| Bourdon 16' dessus (Do2-Sol5) | Gambe 8'                       | Tirasses         |
| Principal 8'                  | Voix Céleste 8'                | Tirasses         |
| Salicional 8'                 | Trompette 8'                   | Tirasses         |
| Flûte Octaviante 4'           |                                | Tirasses         |

- Tirasses: GO/Péd, Réc/Péd
- Accouplement: Réc/GO, Réc/GO octave aiguë
- Appel Trompette
- Temolo Récit
- Appel du Souffleur (clochette)

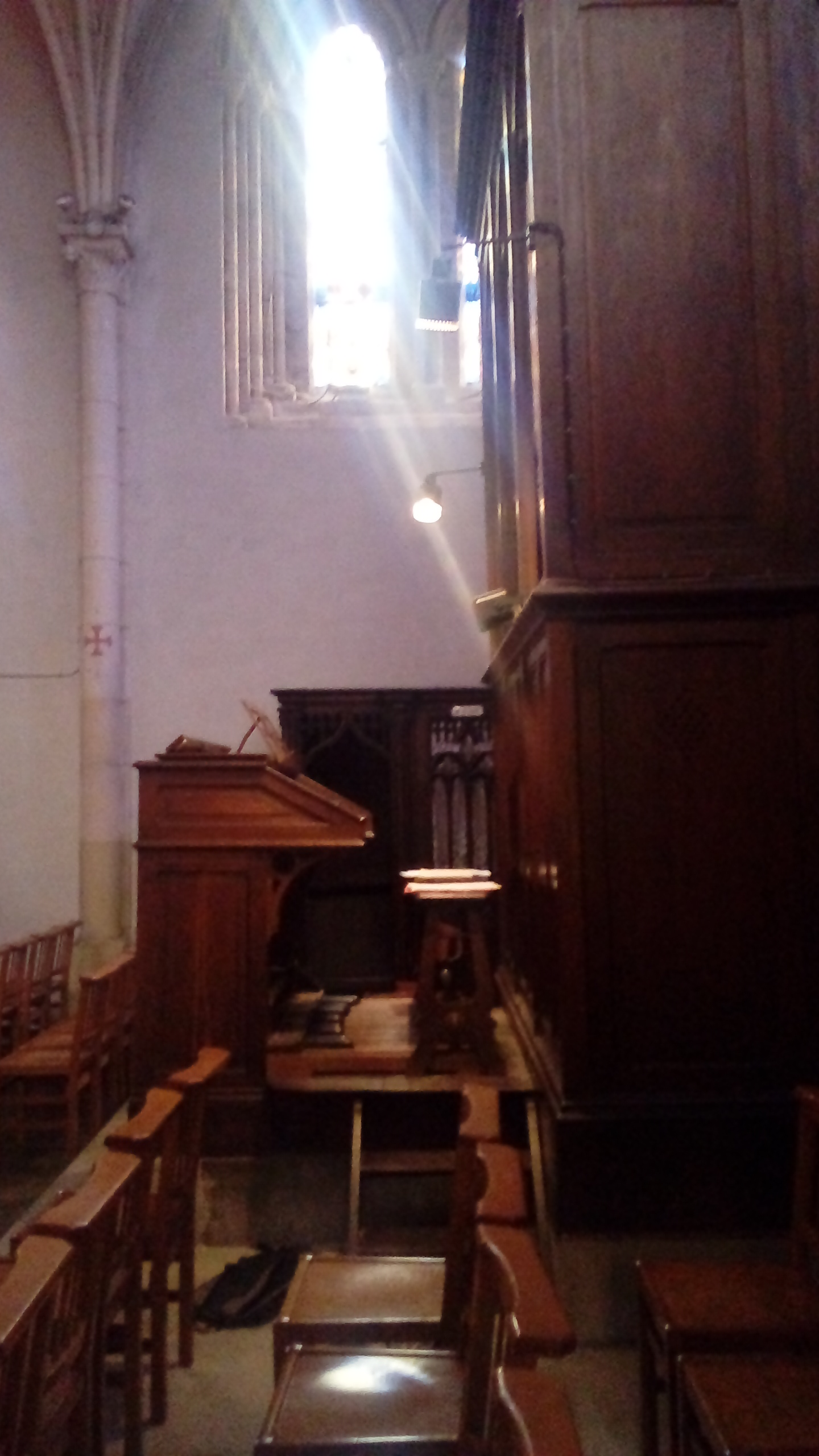
L'orgue.
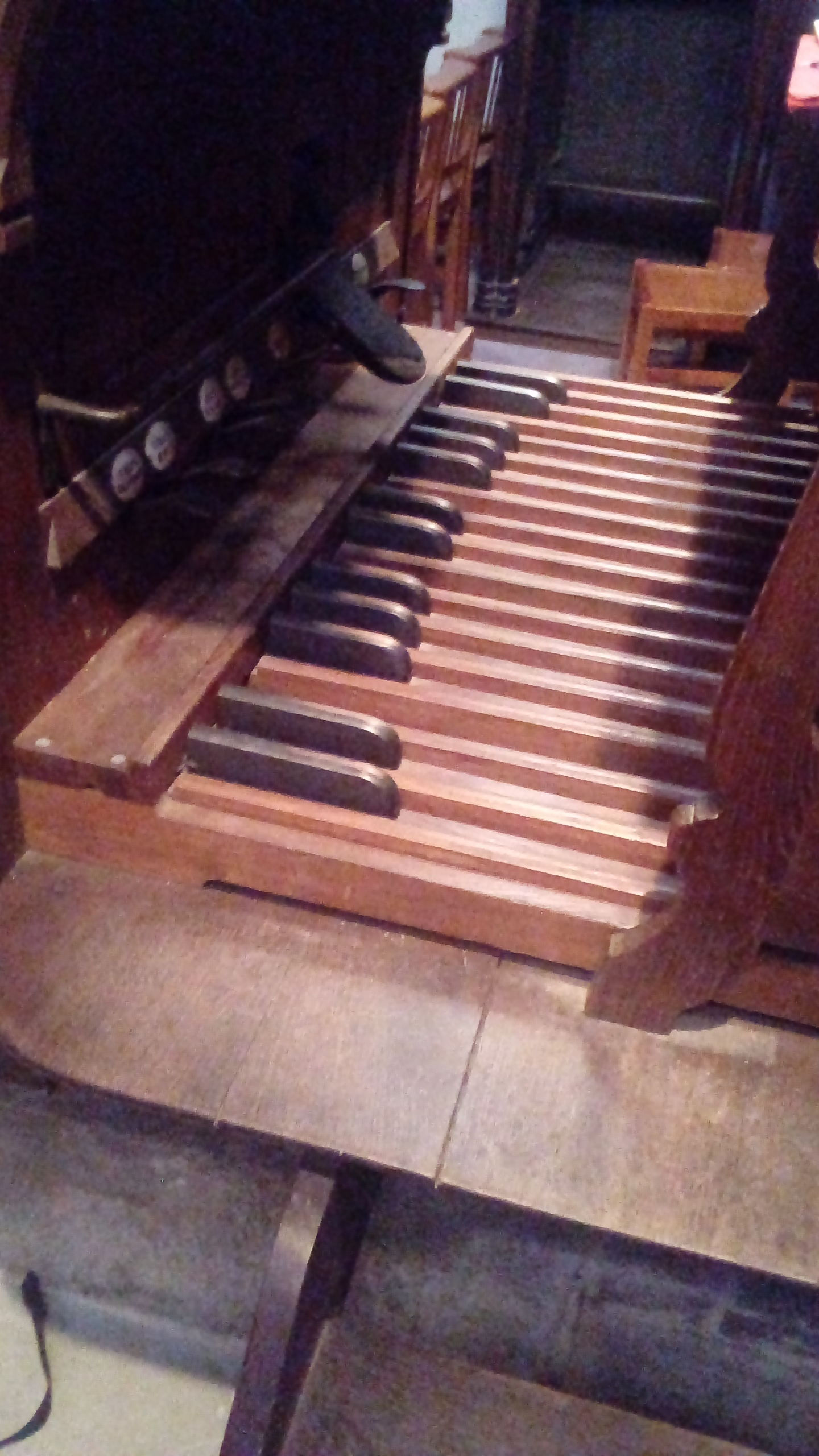
Le pédalier de trente notes avec les cuillères.
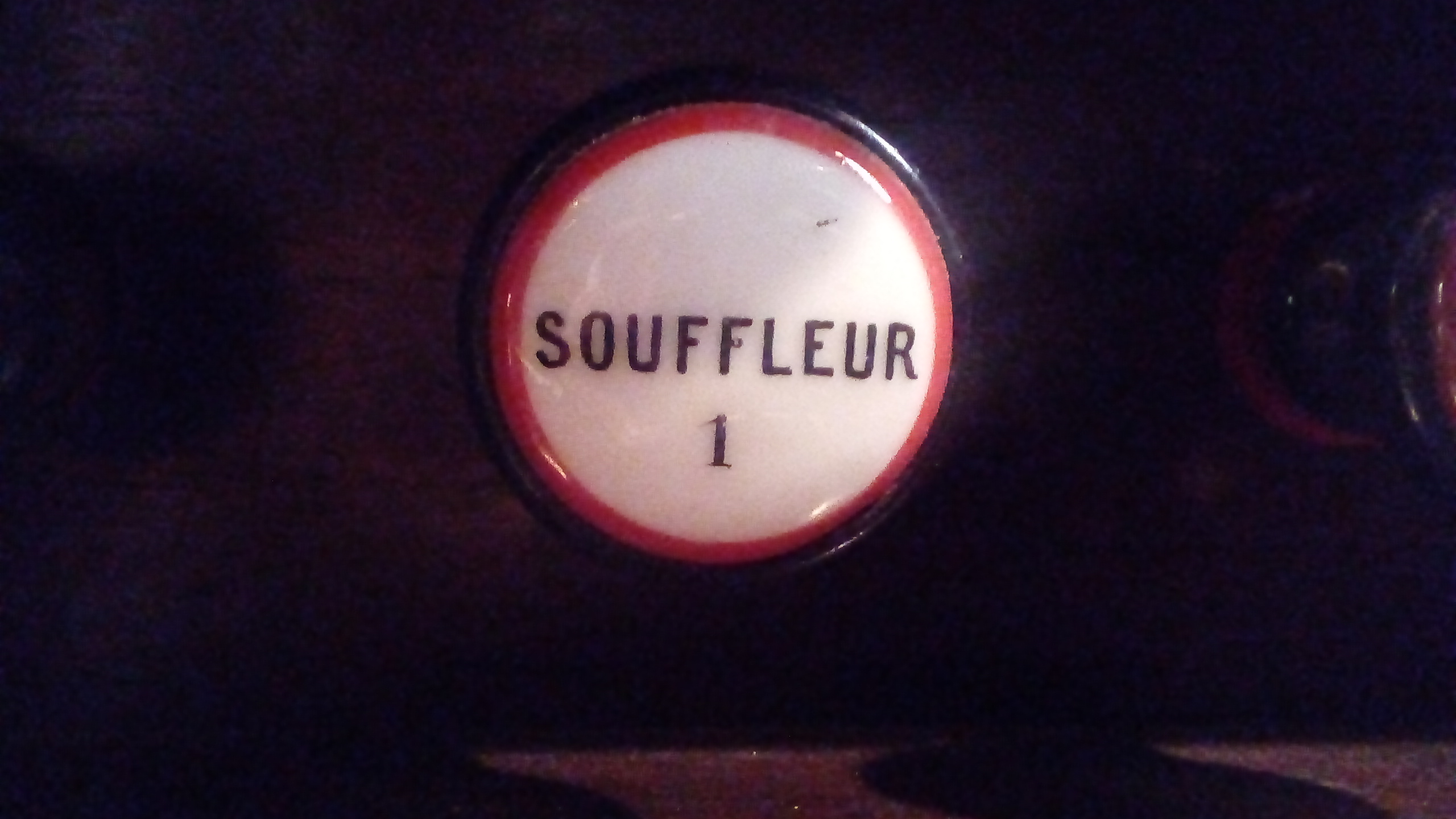
Le tirant de jeu "Souffleur" qui active la clochette.
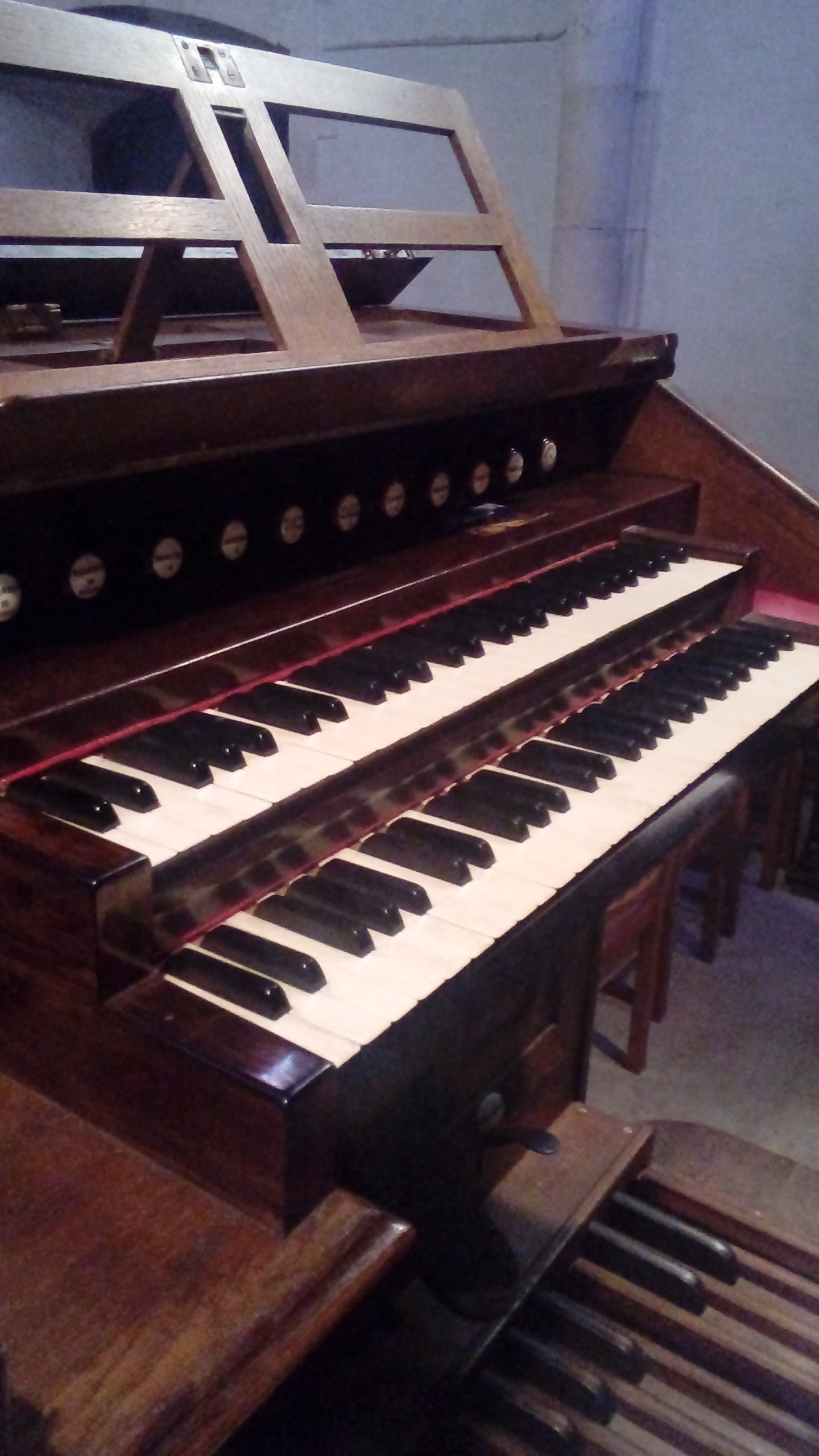
Console de l'orgue.

### Personnalités liées à la commune
- Robert de Torigni (Torigni, v. 1110 - 1186), abbé du Mont-Saint-Michel de 1154 à 1186.
- Olivier de Mauny, compagnon d'armes de Du Guesclin et comte de Thorigny.
- Charles Goyon de Matignon (Torigni, 1564 - 1648), sire de Matignon et de Lesparre, comte de Thorigny, militaire et un homme politique.
- Jacques de Callières (Torigni, fin du XVIe siècle - Torigni, 1697), diplomate et homme de lettres.
- François de Callières (Torigni, 1645 - 1717), militaire et homme de lettres.
- Hector de Callières (Torigni, 1648 - 1703), gouverneur de Nouvelle-France de 1698 à 1703.
- Georges de Brébeuf (1617-1661), poète et traducteur de Lucain, probablement né à Condé-sur-Vire, à La Boissais, village partagé avec Sainte-Suzanne-sur-Vire. Son père était avocat à Torigni.
- L'abbé Desfontaines (1685-1745), célèbre adversaire de Voltaire, fut curé de Torigni de 1732 à 1734.
- Jacques Ier de Monaco, Jacques de Goyon de Matignon, comte de Thorigny (Torigni, 1689 - 1751). L'actuel prince de Monaco, Albert II, porte parmi ses nombreux titres celui de comte de Thorigny.
- Quatre évêques des XVIIe et XVIIIe siècles issus de la même famille (maison de Goyon) :
  - Jacques de Goyon de Matignon, évêque de Condom,
  - Léonor Ier de Goyon de Matignon, évêque de Lisieux,
  - Léonor II de Goyon de Matignon, évêque de Lisieux,
  - Léonor III de Goyon de Matignon, évêque de Coutances.
- Michel-Louis-François Pain (1738-1793), homme politique né et décédé à Torigny-sur-Vire, député du tiers état aux états généraux de 1789.
- Louis-Charles de Lavicomterie (Torigni, 1746 - 1809), écrivain et homme politique engagé dans la Terreur.
- Jean-Baptiste Beaufol, dit général Beaufort de Thorigny (1761-1825), s'opposa à la destruction par le feu du château de Thorigny souhaitée par le proconsul, où se trouvaient incarcérés 600 habitants royalistes de Saint-Lô et leur rendit la liberté[réf. nécessaire]. Regardant cette action comme son plus beau titre de gloire, il voulut porter le nom de Thorigny[réf. nécessaire].
- Léonor-Joseph Havin (1799 - Torigni, 1868), maire de Torigni, conseiller général de 1833 à 1848, président du Conseil général de 1839 à 1844, député de 1832 à 1849, dirigea le journal Le Siècle.
- Éphrem Houël (Torigni, 1807 - 1885), inspecteur général des Haras, initiateur des courses au trot en France, à Cherbourg, en 1836[43].
- Arthur Le Duc (Torigni, 1848 - Antibes, 1918), sculpteur.
- Annie Lemoine (Torigni-sur-Vire, 1957 -), animatrice de télévision.

### Héraldique
| Armes de Torigni-sur-Vire | Les armes de la commune de Torigni-sur-Vire se blasonnent ainsi : D'azur au château d'argent donjonné de deux tours enflammées du même, ouvert du champ. |